# Mina de l'Aigua Nova

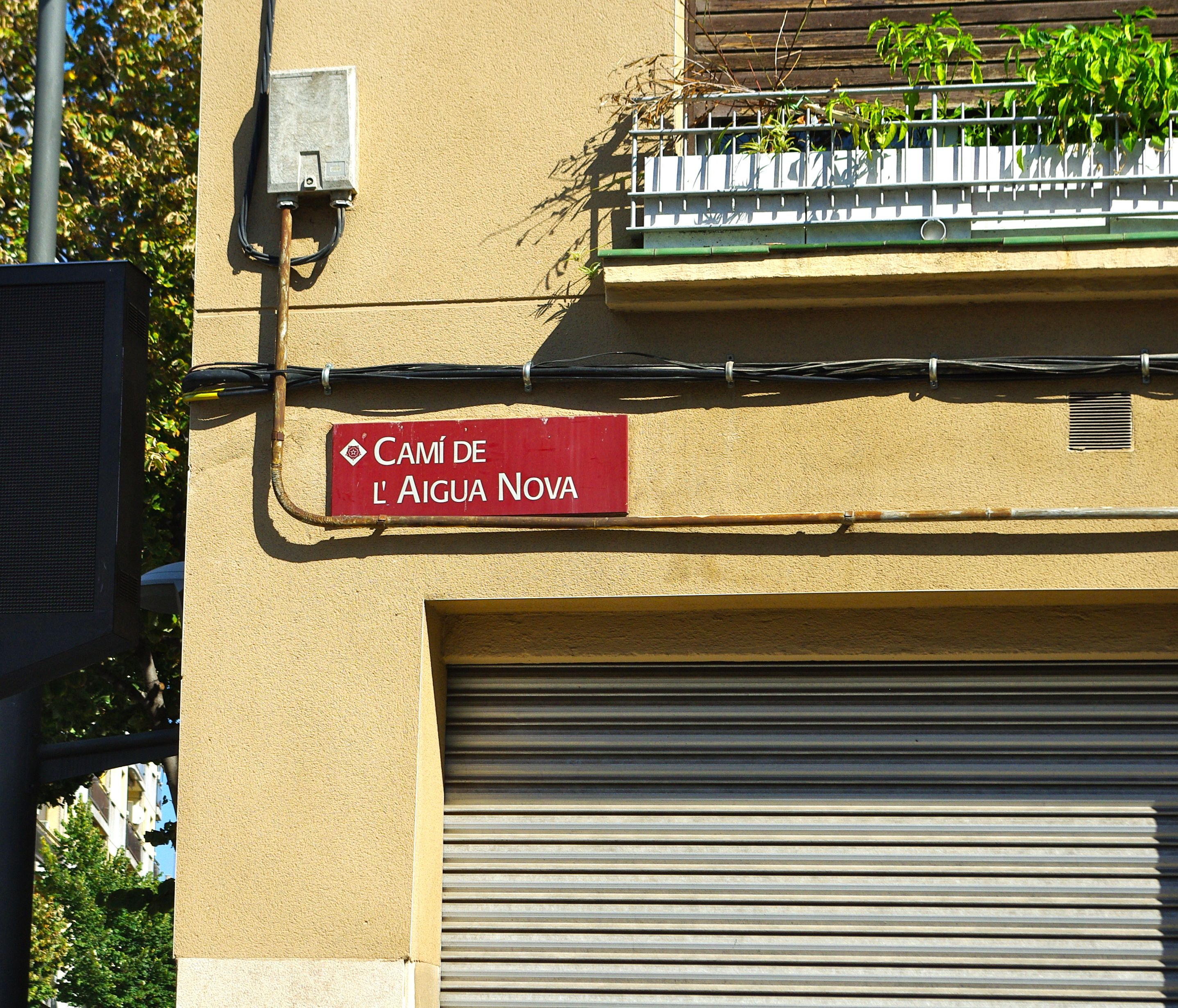
Camí de l'Aigua Nova, on s'acaba la Mina

La Mina de l'Aigua Nova és una mina d'aigua, o excavació feta per a recollir i conduir aigua, situada al municipi de Reus, comarca del Baix Camp.
Baixa pel subsòl de la Riera de Miró, des de la Munta-i-baixa fins al camí de l'Aigua Nova. Actualment ha quedat dins de la zona urbana, però és una de les més antigues de la ciutat, ja que el 1186 el senyor de la vila en va atorgar la construcció al comú. El nom de Nova és en contraposició a la primitiva, la de la Font Vella.
Joseph Shallet, cap al 1685, va negociar amb l'ajuntament un espai a la vora de la Mina l'Aigua Nova, que era molt abundant i era fora muralla, i va adquirir un dret d'ús d'aquella aigua. Allà va construir una fàbrica d'aiguardent que durant els anys següents va ser la més activa de la vila, i també una fàbrica de sabó. La fàbrica d'aiguardent era coneguda com les Olles del Cònsol o del Cònsol Anglès i hi va haver fins a la darreria del segle xix el carrer de les Olles del Cònsol, on hi havia hagut la seva fàbrica, a tocar del camí de l'Aigua Nova.
Al segle xiv es van comprar drets de l'aigua d'Almoster, que amb un rec portava les aigües fins a les basses del Pedró, situades al capdamunt de l'actual carrer de Llovera. Des d'allí es distribuïen per les fonts de la vila. Cap al segle xvii, davant la constant demanda d'aigua per part dels fabricants d'aiguardent, es va construir un rec des de les basses del Pedró fins a la mina de l'Aigua Nova, i s'hi van ajuntar les aigües comprades a Castellvell que baixaven per la Riera del Roquís o Riera de Castellvell. L'aigua nova va ser la més cotitzada degut a la seva relació amb la fabricació d'aiguardents, i s'usava per a refredar els alambins.